# 알베르토 로페스 페르난데스
알베르토 로페스 페르난데스(스페인어: Alberto López Fernández, 1969년 5월 20일, 바스크 주 이룬 ~)는 줄여서 알베르토(스페인어: Alberto)로 알려진 스페인의 전직 축구 선수로, 현역 시절 골키퍼로 활약했으며, 이후 감독일도 했다.
1대1 상황에 강한 골키퍼이나, 그는 횡으로 가로지르는 공을 막는 데 약점을 보이며, 현역 시절 대부분을 레알 소시에다드에서 보냈는데, 그동안 그는 377번의 공식 경기에 출전했다.

## 선수 경력

### 레알 소시에다드
바스크의 거함 레알 소시에다드를 졸업한 로페스는 이룬 출신으로, 1992-93 시즌 막판에 1군 신고식을 치렀는데, 그는 당시 불안정한 하비에르 유베로 골키퍼의 후보 선수였었다. 그 후로 그는 붙박이 주전으로 도약해 7년 동안 라 리가에서 단 7경기만을 결장했고, 이 기간에 소속 구단은 1997-98 시즌에 3위의 호성적을 거두었는데, 이 시즌에는 38경기에 출전해 37골만 내주었다.
2001-02 시즌부터, 로페스는 신입생 산더르 베르터르펠트 골키퍼와 주전 지위를 놓고 경쟁했다. 그는 그 시즌에 18경기 출전했지만, 준우승의 성적을 거둔 이듬해에는 네덜란드인에게 골문 자리를 내주었다.

### 바야돌리드
또다른 레알 소시에다드 유소년부 졸업생 아시에르 리에스고의 비상으로 로페스는 입지를 완전히 잃었고, 세군다 디비시온의 바야돌리드와 1년 계약을 맺고 이적했다. 2006-07 시즌, 그는 바야돌리드가 3년 만의 1부 리그 복귀를 견인했고, 36경기에서 29골만 내주어 트로페오 리카르도 사모라의 주인공이 되었다.
이듬해, 로페스는 후보 수문장으로, 그보다 20세 아래인 유망주 세르히오 아셍호의 후보를 맡았고, 2009년 6월까지 계약을 연장했는데, 그는 40세가 되는 이 시점에 현역에서 은퇴했다.

## 감독 경력
로페스는 2011년에 레알 우니온의 2군 감독을 맡으며 감독일을 시작했다. 2년 후, 그는 알라베스로 이적해 후안 카를로스 망디아 감독을 보좌했고, 2부 리그에서 이후 그는 감독일도 맡았고, 소속 구단의 2부 리그 잔류로 이끌었다.
2015년 6월 12일, 소속 구단의 잔류를 또다시 이끈 후, 로페스는 멘디소로차를 떠났다. 그는 53번의 리그 경기에서 알라베스를 지도해 19승 14무 20패를 기록했다.
2016년 4월 26일, 로페스는 미겔 앙헬 포르투갈 감독을 해임한 바야돌리드로 복귀했다.